# Most

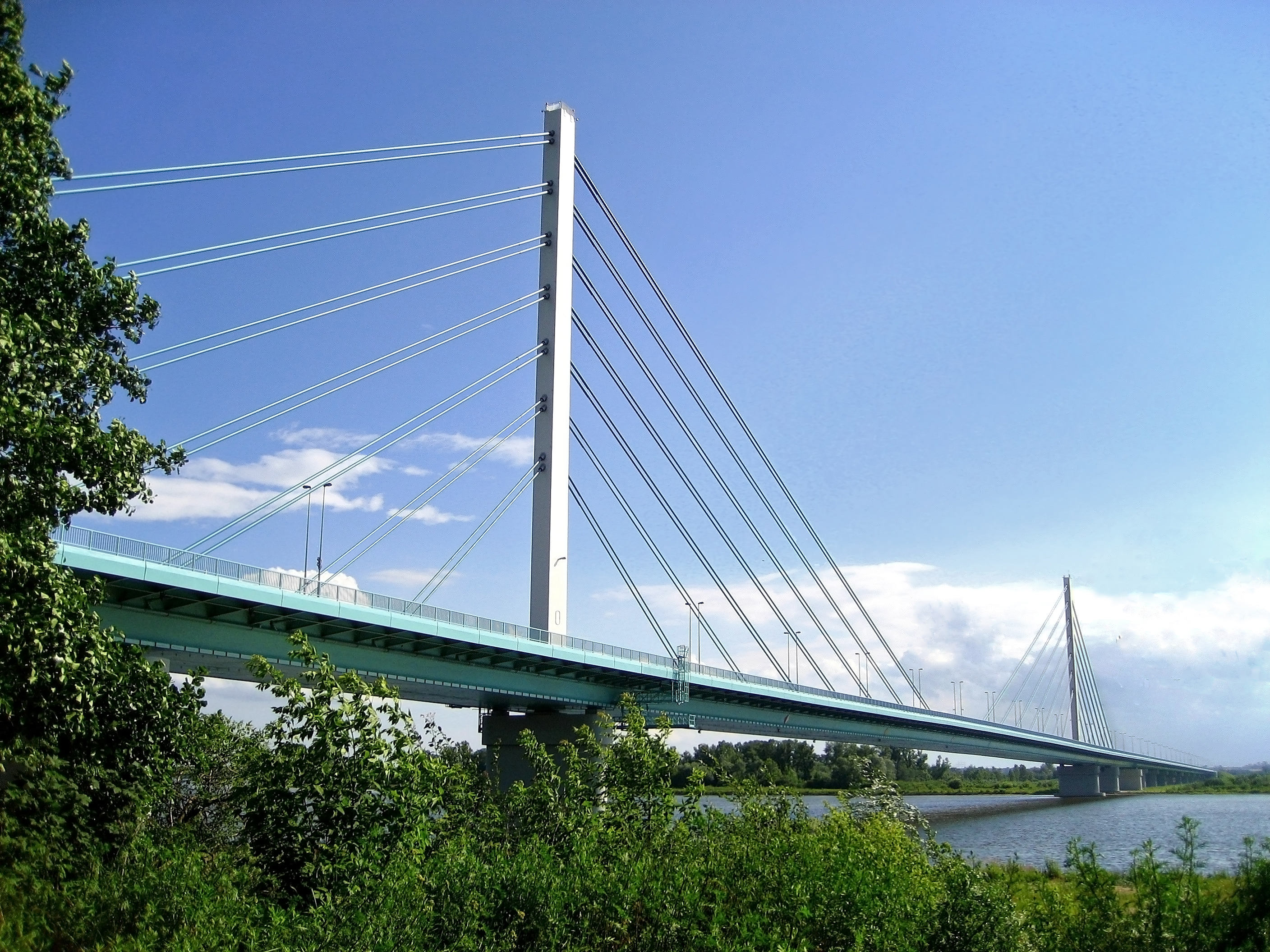
Most podwieszony (wantowy). Most Solidarności w Płocku przez Wisłę. Największy i najdłuższy most w Polsce o rekordowej rozpiętości najdłuższego przęsła – 375 metrów.

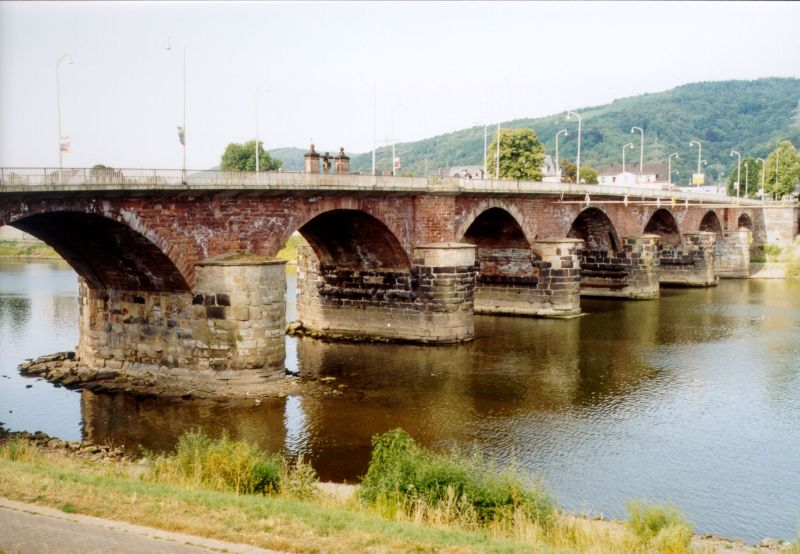
Most łukowy. Römerbrücke w Trewirze

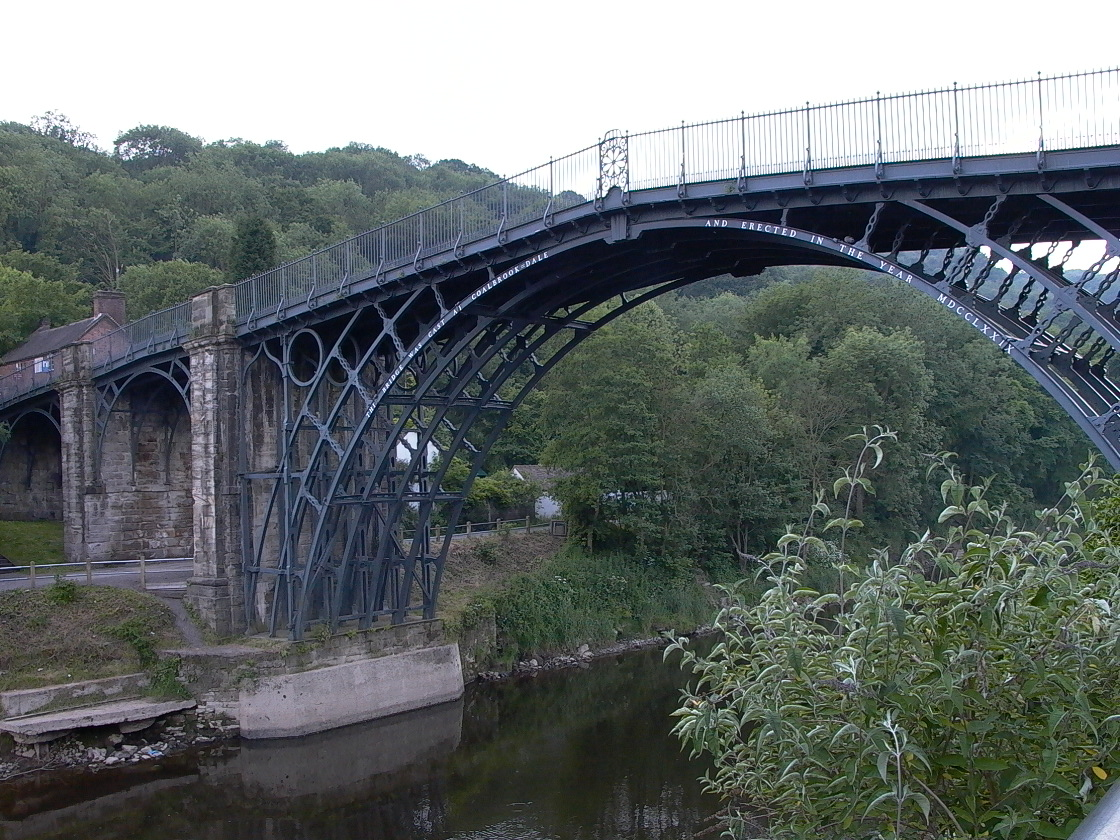
Most żeliwny
(pierwszy na świecie)
nad rzeką Severn, Anglia

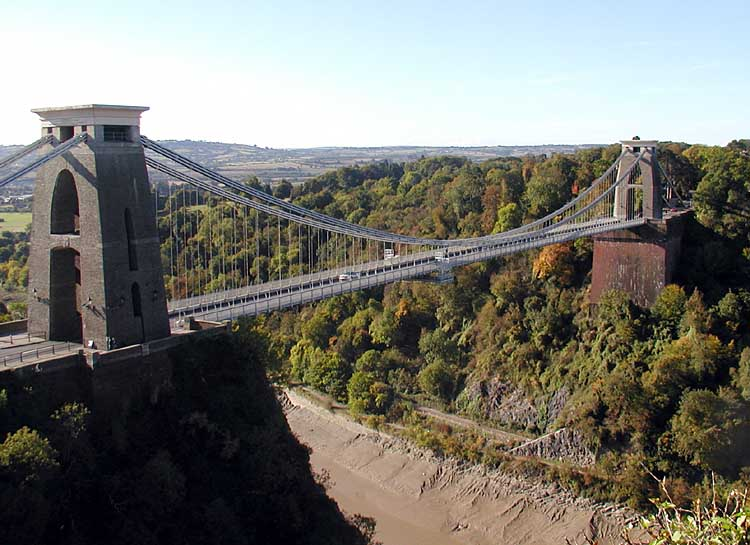
Most wiszący. Clifton Bridge nad rzeką Avon

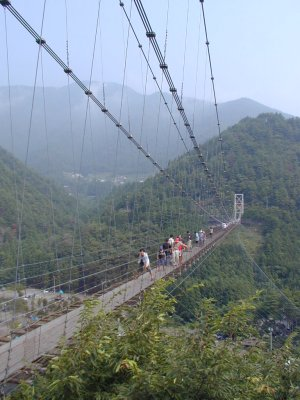
Most linowy. Tanise-Totsukawa w Japonii

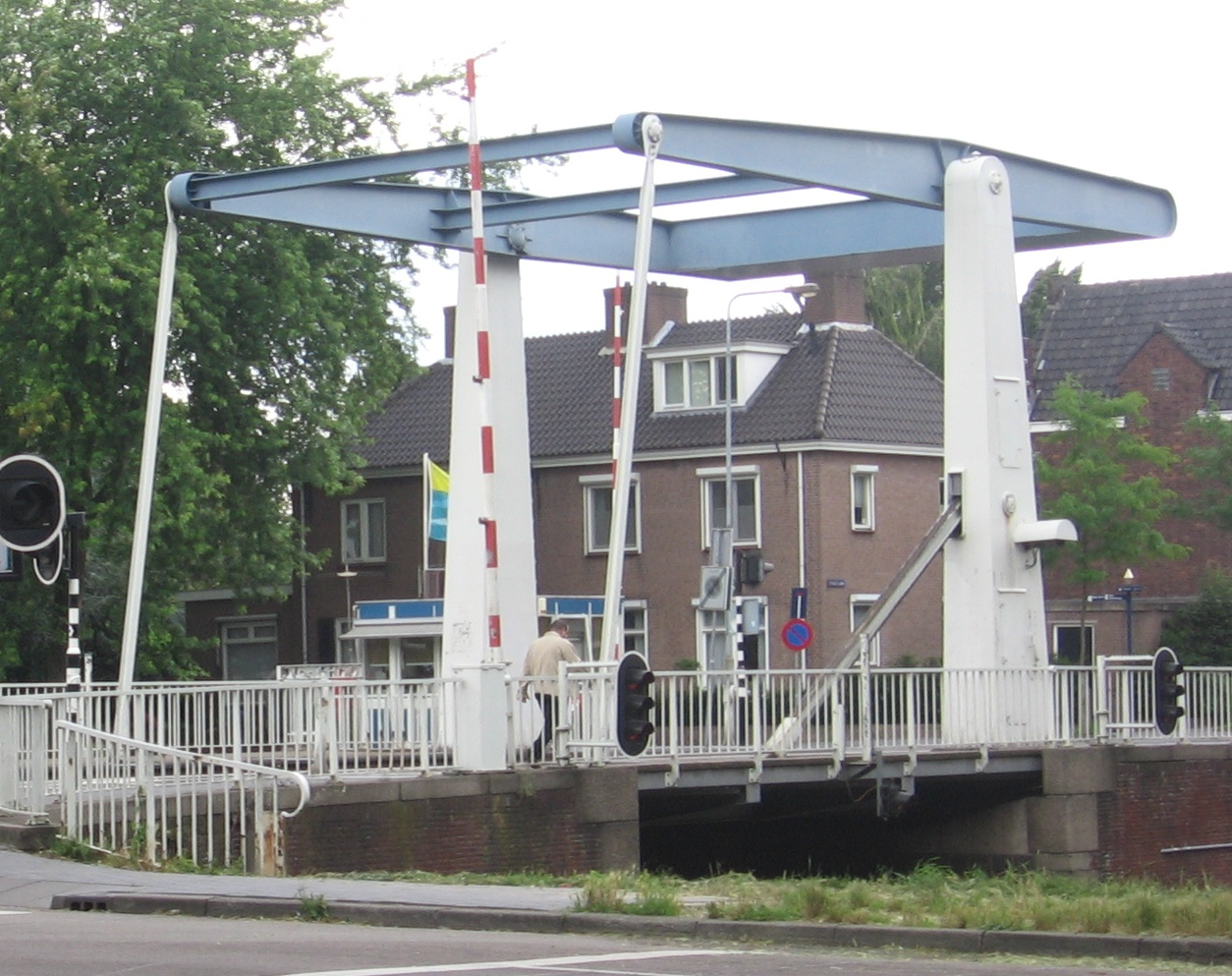
Most zwodzony w ’s-Hertogenbosch

Most wspornikowy w Quebecu

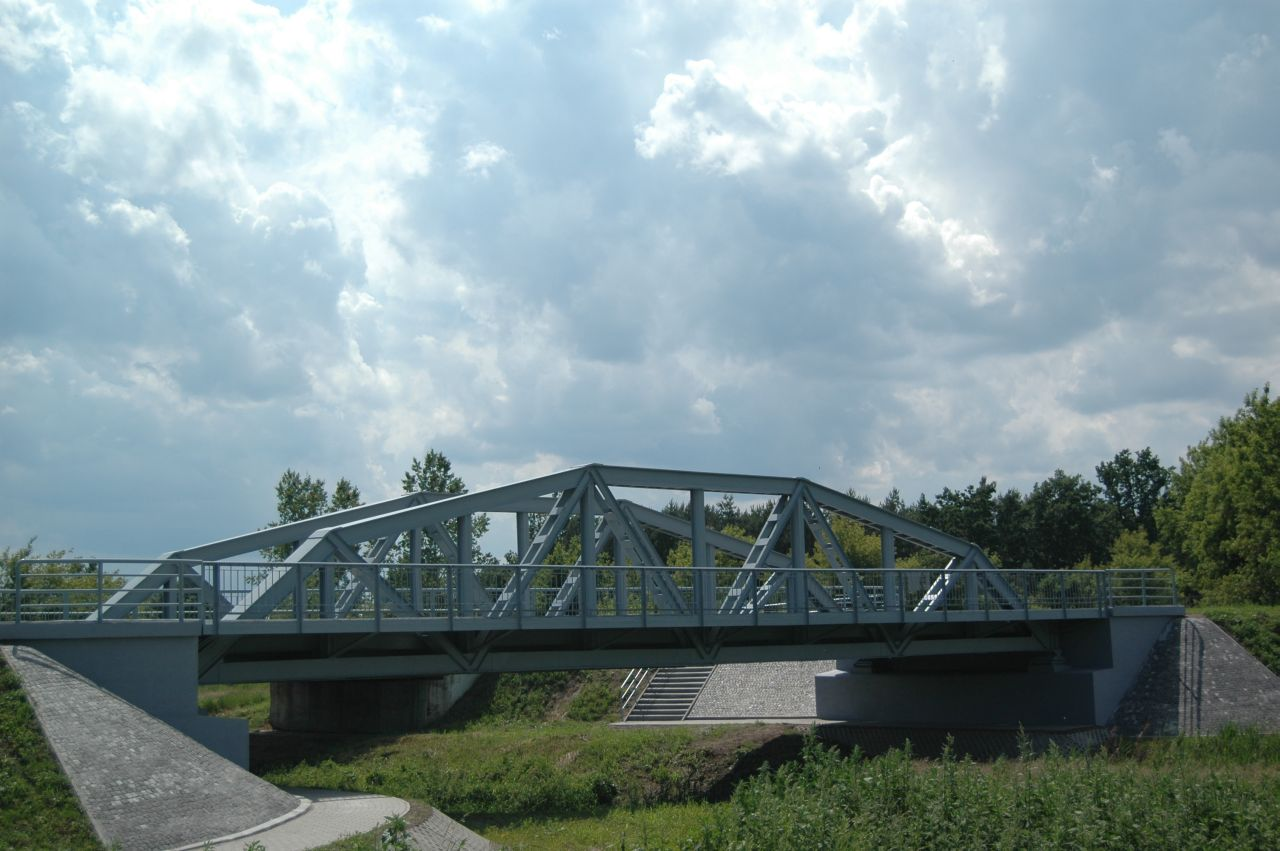
Pierwszy na świecie stalowy most spawany w Maurzycach przez Słudwię

Most – rodzaj przeprawy w postaci budowli inżynierskiej, której konstrukcja pozwala na pokonanie przeszkody wodnej lub lądowej skonstruowana w taki sposób, że pod nią pozostaje wolna przestrzeń (w odróżnieniu od nasypu). Przęsłem mostu nazywa się element konstrukcyjny łączący dwie podpory lub przestrzeń między nimi.
Mosty dzieli się na:
- przepusty – budowle mostowe prowadzone przez nasypy (według innych definicji są to niewielkie mosty do rozpiętości 2-3 metrów)[3]
- mosty rzeczne – nad przeszkodami wodnymi (rzeki, jeziora, zatoki, morskie cieśniny itp.), popularnie zwane mostami[4][5]
- mosty inundacyjne (zalewowe) – przęsła lub mosty nad terenami zalewowymi
- wiadukty – nad suchymi przeszkodami (doliny, wąwozy), również nad drogowymi i kolejowymi trasami komunikacyjnymi
- estakady – nad terenami zabudowanymi.

## Klasyfikacja mostów
Ze względu na rodzaj drogi prowadzonej po moście dzielone są one następująco:
- drogowe – przez most prowadzony jest ruch komunikacji samochodowej
- kolejowe – przez most prowadzona jest trasa kolejowa
- wodne (akwedukty) – przez most prowadzony jest kanał wodny, bądź grawitacyjnie strumień wody
- mosty przemysłowe (suwnice, mosty przeładunkowe)
- kładki piesze – dla ruchu pieszego (szczególnym przypadkiem kładek są żywe mosty)

Ze względu na charakter ustroju nośnego:
- stałe
- ruchome (obrotowe, przesuwne, podnoszone, klapowe)

Ze względu na rodzaj materiału:
- drewniane
- masywne (kamienne, ceglane, betonowe, żelbetowe, sprężone)
- metalowe (żelazne, stalowe, żeliwne)
- kompozytowe[6]

Można spotkać rozwiązania, w których podpory wykonane są z innego tworzywa niż przęsła, np. stalowe przęsła na filarach z cegły (most stalowo-ceglany).
Z uwagi na liczbę przęseł można wyróżnić mosty jedno-, dwu-, lub wieloprzęsłowe.
W zależności od konstrukcji pomostu wyróżnia się mosty płytowe, belkowe, skrzynkowe, a także sklepione, łukowe i kratowe.
Z uwagi na sposób podparcia przęsła mosty dzielone są na: wolnopodparte, wspornikowe, łukowe, wantowe i wiszące, o przęsłach stałych lub ruchowych (mosty zwodzone, obrotowe, uchylne i przetaczane).
Most podwieszony (most wantowy) – to most o płycie przęsła zawieszonej na cięgnach mocowanych na wieżach zwanych również pylonami. Przykładem takiego mostu jest największy i najdłuższy most w Polsce – Most Solidarności w Płocku przez Wisłę o rekordowej rozpiętości najdłuższego przęsła – 375 metrów, będącego najdłuższym przęsłem w Polsce i tej części Europy. Długość mostu głównego (podwieszonego) wynosi 615 metrów, natomiast długość całkowita mostu to 1712 metrów.
Most wiszący – płyta przęsła zawieszona jest na cięgnach (kablach) mocowanych na podporach, lub na wieżach zwanych podobnie jak w moście wantowym pylonami. Przykładami mostu wiszącego są:
- najstarszy most wiszący na świecie w Pensylwanii z 1801 r.
- Most wiszący w Ozimku najstarszy most wiszący w Polsce, zbudowany w 1827 r. w miejscowości Ozimek w województwie opolskim
- Most Grunwaldzki we Wrocławiu
- Golden Gate w San Francisco 1937
- Most Çanakkale 1915 zbudowany w 2022 r. o największej na świecie rozpiętości przęsła (długości 2023 m) w Turcji.
- Najdłuższe mosty wiszące w Europie to most nad Wielkim Bełtem (Storebæltsbroen) w Danii z 1998 roku łączący wyspy Zelandia i Fionia (rozpiętość części wiszącej 2700 m, w tym pomiędzy pylonami 1624 m), który jest czwartym co do długości mostem wiszącym na świecie, oraz most 25 Kwietnia (Ponte 25 de Abril) w Lizbonie z 1966 roku (rozpiętość części wiszącej 2280 m).
- najdłuższym morskim mostem świata jest most nad Zatoką Hangzhou w Chinach. Ma on 36 km długości.
- Jednym z najbardziej znanych mostów wiszących był Tacoma Narrows, liczący 840 m, który zawalił się 7 listopada 1940 roku pod wpływem wiatru, którego podmuchy wywołały drgania rezonansowe o amplitudzie kilku metrów i doprowadziły do zniszczenia konstrukcji.

Most obrotowy – najciekawszymi przykładami są: most drogowy w Giżycku z 1898 lub wąskotorowy most w Rybinie na szlaku Żuławskiej Kolei Dojazdowej – oba o przęsłach obracanych ręcznie (przez jednego człowieka) w poziomie.
W Szczecinie nad Regalicą znajduje się jedyny w Polsce czynny kolejowy most zwodzony.
Najstarsze rozwiązania konstrukcyjne to mosty wiszące zbudowane z lian, lin z ewentualnym wypełnieniem kłodami. Dużym osiągnięciem inżynierskim była zbudowana w V w. p.n.e. przeprawa pontonowa przez Bosfor (zbudowana na polecenie Dariusza I). Największy rozwój budownictwa mostowego miał miejsce w okresie cesarstwa rzymskiego. Do ważniejszych przykładów konstrukcji z tego czasu należy Most Trajana nad rzeką Dunaj z 104 r. W okresie średniowiecza nie powstawały zbyt ciekawe przykłady tego typu rozwiązań. Wyjątkiem jest Most Karola postawiony w Pradze w 1357. Dopiero w XVIII w. powstały kolejne ciekawe rozwiązania inżynierskie. Należy do nich pierwszy na świecie most żeliwny z 1779 r. nad rzeką Severn w Anglii, w 1874 r. w USA zbudowano pierwszy duży most stalowy, a w 1875 r. we Francji został zbudowany pierwszy most żelbetowy.

## Konstrukcja

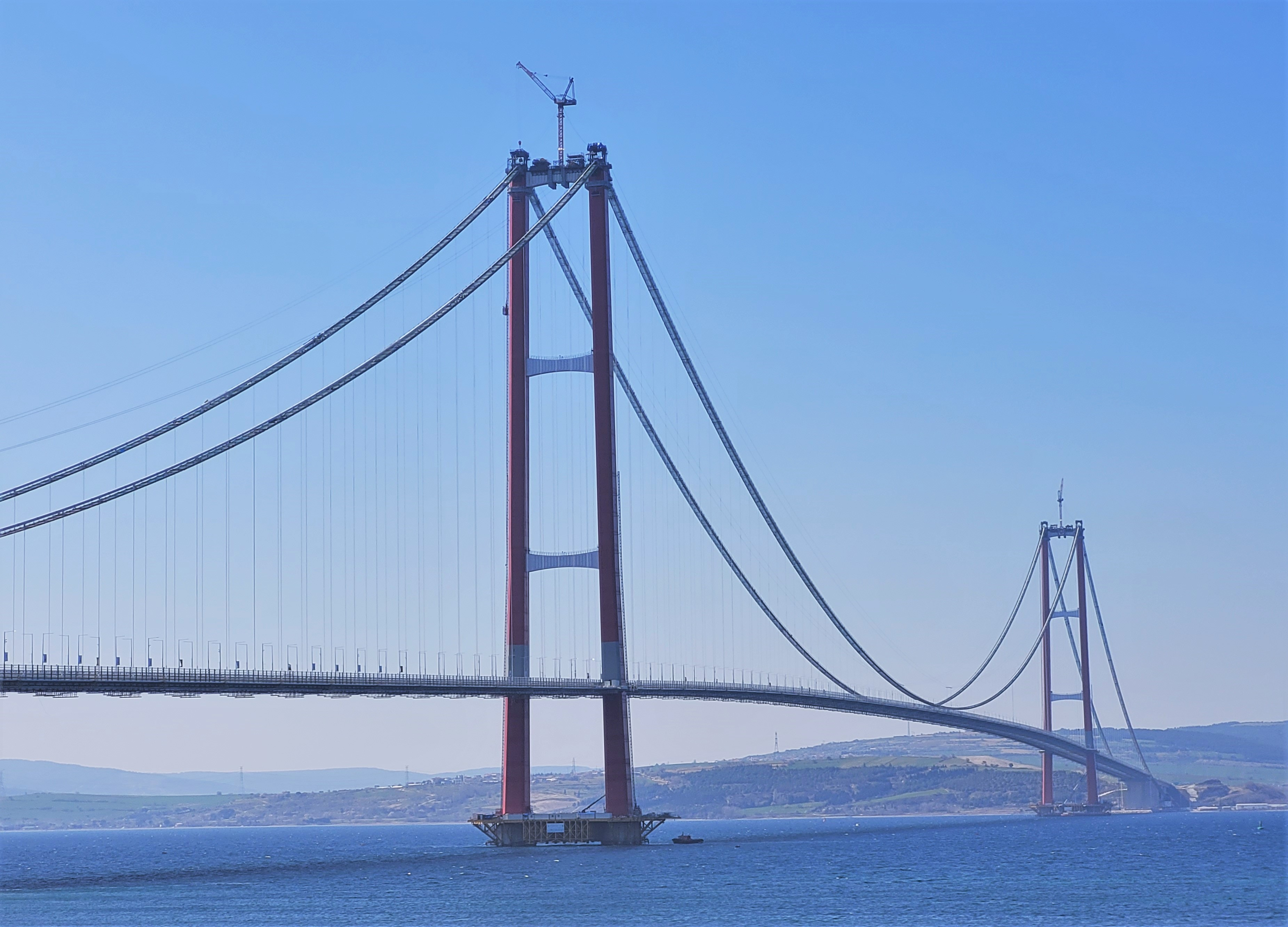
Most Çanakkale 1915 – najdłuższy most wiszący na świecie

Podstawowymi elementami konstrukcji mostu są filary, na których za pośrednictwem łożysk mostowych opierają się przęsła. Skrajne podpory noszą nazwę przyczółków. W dawnych mostach drewniane filary znajdujące się w wodzie były chronione przed naporem kry przez izbice.
Pierwszym na świecie mostem z materiałów innych niż drewno i kamień jest most Iron Bridge wykonany w 1779 z elementów z lanego żeliwa, otwarty do eksploatacji 1 stycznia 1781 roku w Ironbridge w Shropshire w Anglii. Skonstruowany on został tak samo, jak do tamtych czasów budowano mosty drewniane: elementy mostu łączono ze sobą na wpusty i kliny, nie używając żadnych później powszechnie w takich konstrukcjach stosowanych elementów jak śruby i nity. Szczeliny uszczelniano blachą ołowianą. Ruch drogowy na tym moście wstrzymano dopiero w roku 1934 i to wcale nie dlatego, że żeliwo w nim popękało lub skorodowało, a dlatego, że skarpy wąwozu doliny rzeki Severn, nad którą został przeprowadzony, ulegały systematycznemu osuwaniu się i zbliżały się do siebie na tyle, że most się poważnie odkształcił. Mimo to stoi bez żadnych uszkodzeń do dziś.

## Najwyższe mosty (odległość od zwierciadła wody)[7]
| Lp. | Zdjęcie | Most                   | Miejsce           | Rok budowy | Wysokość [m] |
| --- | ------- | ---------------------- | ----------------- | ---------- | ------------ |
| 1   |         | Beipanjiang (Duge)     | Chiny             | 2016       | 565          |
| 2   |         | Siduhe                 | Chiny             | 2009       | 496          |
| 3   |         | Baluarte               | Meksyk            | 2012       | 403          |
| 4   |         | Hegigio Gorge Pipeline | Papua-Nowa Gwinea | 2005       | 393          |
| 5   |         | Ba Lin He              | Chiny             | 2009       | 370          |
| 6   |         | Beipanjiang 2003       | Chiny             | 2003       | 366          |
| 7   |         | Aizhai                 | Chiny             | 2012       | 336          |
| 8   |         | Liuchonghe             | Chiny             | 2012       | 336          |
| 9   |         | Beipanjiang 2009       | Chiny             | 2009       | 318          |
| 10  |         | Liuguanghe             | Chiny             | 2001       | 297          |
| 11  |         | Most nad Zhijinghe     | Chiny             | 2009       | 294          |
| 12  |         | Royal Gorge            | Stany Zjednoczone | 1929       | 291          |

## Mosty o najdłuższych przęsłach w Polsce
Zasugerowano, aby wydzielić z tego artykułu informacje nt. mostów o najdłuższych przęsłach w Polsce do artykułu Mosty w Polsce.  (dyskusja)
| Lp. | Obraz          | Nazwa                                                 | Lokalizacja                                   | Przeszkoda                                            | Rodzaj konstrukcji | Materiał konstrukcji                    | Rok oddania do użytku | Rozpiętość całkowita obiektu [m] | Rozpiętość najdłuższego przęsła [m] |
| --- | -------------- | ----------------------------------------------------- | --------------------------------------------- | ----------------------------------------------------- | ------------------ | --------------------------------------- | --------------------- | -------------------------------- | ----------------------------------- |
| 1.  |                | Most Solidarności                                     | Płock                                         | Wisła                                                 | podwieszony        | stal, 2 pylony – stal                   | 2007                  | 615,0                            | 375,0                               |
| 2.  |                | Most im. gen. E. Zawackiej                            | Toruń                                         | Wisła                                                 | łukowy             | stal, 2 łuki – stal                     | 7 grudnia 2013(dts)   | 540,0                            | 270,0                               |
| 3.  |                | Most Rędziński                                        | Wrocław                                       | Odra, Wyspa Rędzińska                                 | podwieszony        | beton, 1 pylon – beton                  | 2011                  | 612,0                            | 256,0                               |
| 4.  |                | Most Siekierkowski                                    | Warszawa                                      | Wisła                                                 | podwieszony        | konstrukcja zespolona, 2 pylony – beton | 2002                  | 500,0                            | 250,0                               |
| 5.  |                | Most Tadeusza Mazowieckiego                           | Rzeszów                                       | Wisłok, zbiornik bezpieczeństwa PGE EC Rzeszów        | podwieszony        | konstrukcja zespolona, 1 pylon – beton  | 2015                  | 482                              | 240                                 |
| 6.  |                | Most III Tysiąclecia im. Jana Pawła II                | Gdańsk                                        | Martwa Wisła                                          | podwieszony        | konstrukcja zespolona, 1 pylon – beton  | 2001                  | 380,0                            | 230,0                               |
| 7.  |                | Most im. Jana Pawła II                                | Puławy                                        | Wisła                                                 | łukowy             | konstrukcja zespolona, 1 łuk – stal     | 2008                  | 1038,2                           | 212,0                               |
| 8.  |                | Most na drodze krajowej DK16 pod Ostródą              | Lesiak Ostródzki                              | Rynna polodowcowa jeziora Morliny                     | extradosed         | beton, 3 pylony – beton                 | 2017                  | 677,0                            | 206,0                               |
| 9.  |                | Most pod Kwidzynem                                    | Korzeniewo – Opalenie (Województwo pomorskie) | Wisła                                                 | extradosed         | beton, 3 pylony – beton                 | 2013                  | 808,4                            | 204,0                               |
| 10. |                | Most im. kardynała Franciszka Macharskiego w Krakowie | Kraków                                        | Wisła                                                 | podwieszony        | beton, 4 pylony – beton                 | 2017                  | 706,0                            | 200,0                               |
| 11. |                | Most przez Dunajec w Kurowie                          | Kurów (powiat nowosądecki)                    | Dunajec                                               | extradosed         | beton, 3 pylony – beton                 | 2021                  | 602,0                            | 200,0                               |
| 12. |                | Most Niepodległości                                   | Ostróda                                       | Kanał Pauzeński                                       | łukowy             | konstrukcja zespolona, 1 łuk – stal     | 2018                  | 340,0                            | 200,0                               |
| 13. |                | Most nad Dunajcem koło Tarnowa                        | Ostrów, Kępa Bogumiłowicka, Tarnów            | Dunajec                                               | belkowy            | beton                                   | 2024                  | 815,6                            | 185,0                               |
| 14. |                | Most Świętokrzyski                                    | Warszawa                                      | Wisła                                                 | podwieszony        | konstrukcja zespolona, 1 pylon – beton  | 2000                  | 430,0                            | 180,0                               |
| 15. |                | Most w Rozgartach                                     | Rozgarty k/Grudziądza                         | Wisła                                                 | belkowy            | beton                                   | 2011                  | 400,0                            | 180,0                               |
| 16. |                | Most Anny Jagiellonki                                 | Warszawa                                      | Wisła                                                 | belkowy            | beton                                   | 2020                  | 535,5                            | 176,0                               |
| 17. |                | Most Kotlarski                                        | Kraków                                        | Wisła                                                 | łukowy             | stal, 1 łuk – stal                      | 2001                  | 166,6                            | 166,0                               |
| 18. |                | Most im. Józefa Piłsudskiego                          | Nowy Sącz                                     | Dunajec                                               | łukowy             | konstrukcja zespolona, 2 łuki – stal    | 2019                  | 333,40                           | 165,0                               |
| 19. |                | Most w Wolinie                                        | Wolin                                         | Cieśnina Dziwna                                       | łukowy             | konstrukcja zespolona, 1 łuk – stal     | 2003                  | 664,45                           | 165,0                               |
| 20. |                | Most Marii Skłodowskiej-Curie                         | Warszawa                                      | Wisła                                                 | belkowy            | konstrukcja zespolona                   | 2012                  | 795,0                            | 160,0                               |
| 21. |                | Most Milenijny                                        | Wrocław                                       | Odra, Zatoka przystani rzecznej – Zimowisko Osobowice | podwieszony        | beton, 2 pylony – beton                 | 2004                  | 923,5                            | 153,0                               |
| 22. |                | Estakada Generała Stanisława Maczka                   | Skomielna Biała                               | Obniżenie terenu                                      | belkowy            | beton                                   | 2019                  | 992,0                            | 140,0                               |
| 23. |                | Most autostradowy w Mszanie                           | Mszana                                        | Potok Kolejówka, łącznica autostrady, dolina          | extradosed         | beton; głowice słupów – stal            | 2014                  | 402,5                            | 130,0                               |
| 24. |                | Most Brama Przemyska                                  | Przemyśl                                      | San                                                   | podwieszony        | konstrukcja zespolona, 1 pylon – beton  | 2012                  | 229,5                            | 114,0                               |
| 25. |                | Most Unii Europejskiej                                | Konin                                         | Warta                                                 | podwieszony        | –                                       | 2007                  | 200,0                            | 80,0                                |
| 26. | Link do obrazu | Most w Dobczycach                                     | Dobczyce                                      | Raba                                                  | podwieszony        | konstrukcja zespolona, 2 pylony – beton | 2012                  | 641,0                            | 76,0                                |

## Najstarsze mosty w Polsce
Zasugerowano, aby wydzielić z tego artykułu informacje nt. najstarszych mostów w Polsce do artykułu Mosty w Polsce.  (dyskusja)

### Zachowane

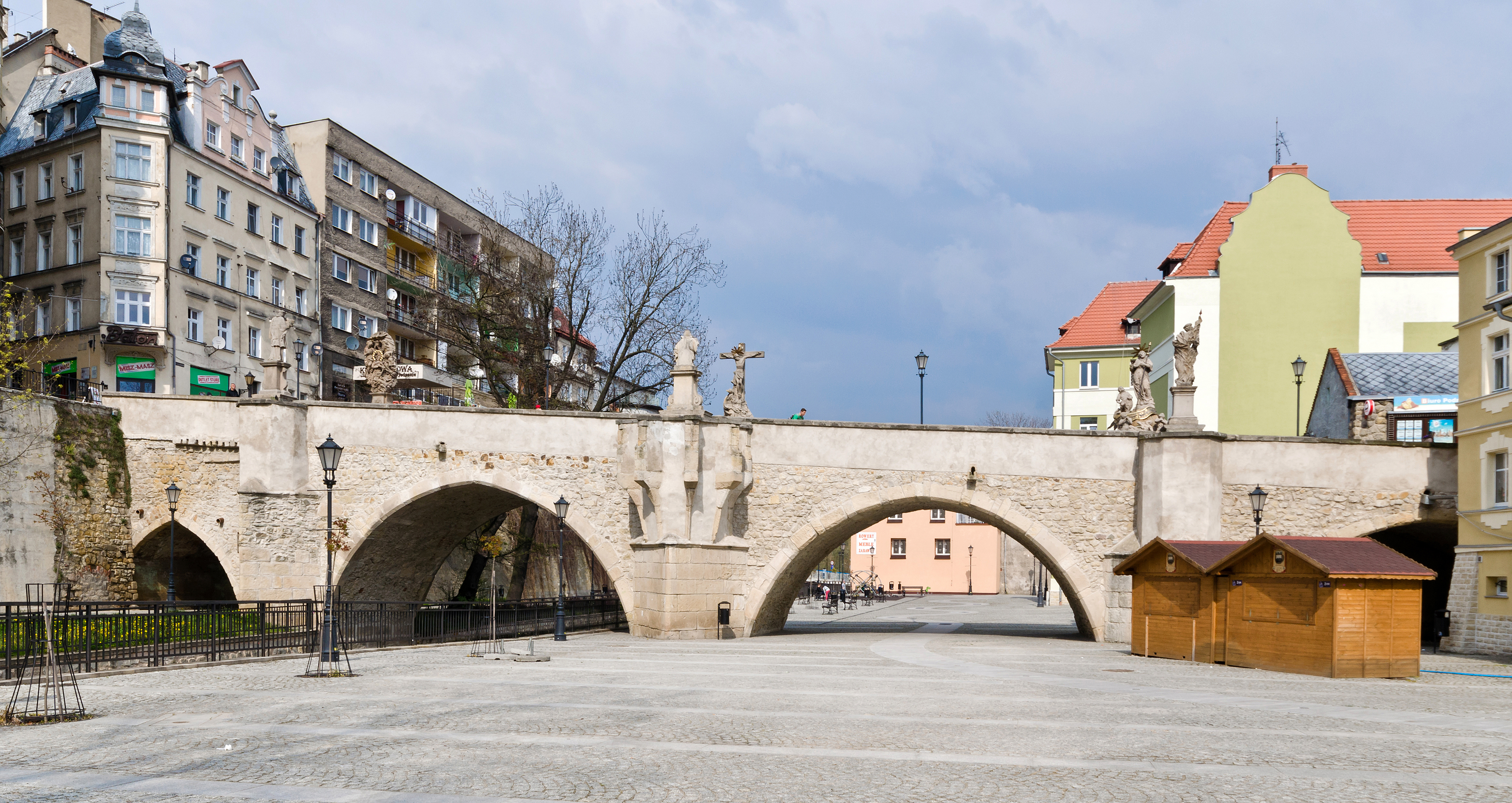
Most gotycki na Młynówce w Kłodzku z 1390 r.

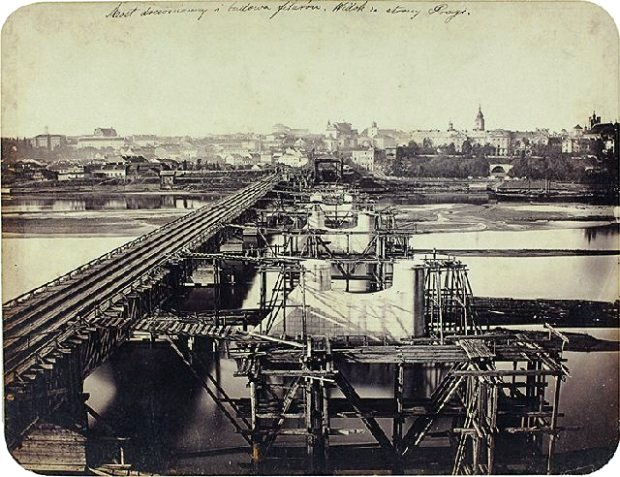
Warszawa, budowa mostu Kierbedzia, 1862

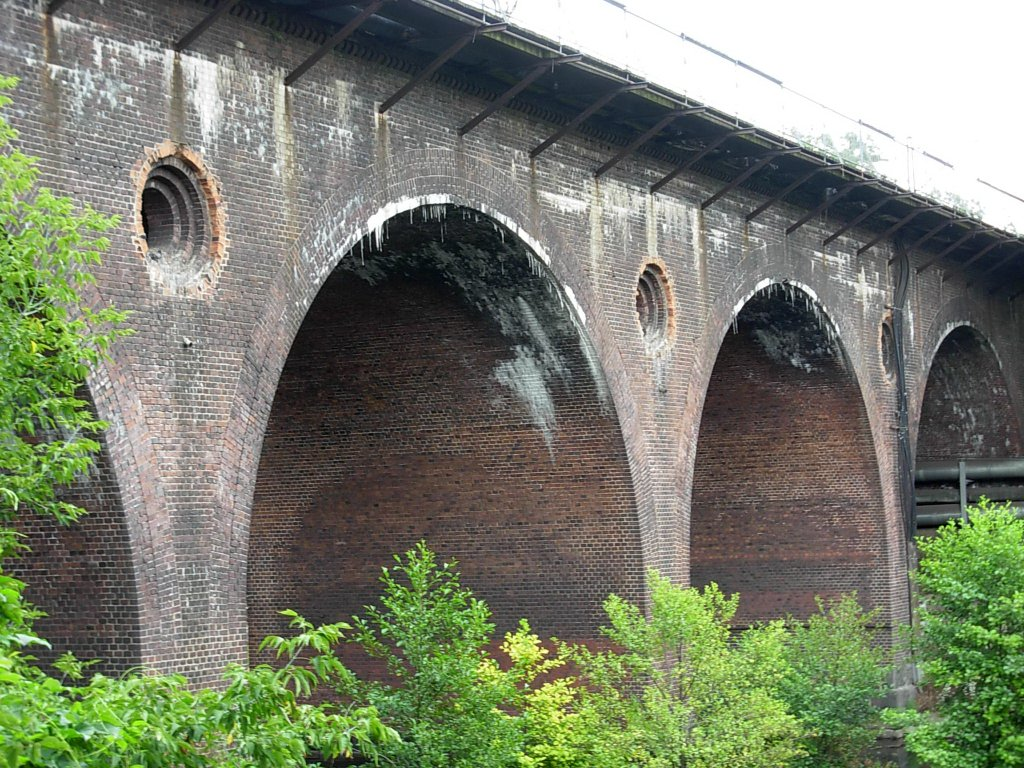
Most łukowy w Bydgoszczy (1851) – jeden z najstarszych zachowanych mostów kolejowych w Polsce

- most ceglany w Grudziądzu, pochodzący z XIII–XIV w. jest prawdopodobnie pierwowzorem mostu na placu Zamkowym w Warszawie
- most gotycki w Warszawie, na placu Zamkowym (zrekonstruowany)
- Most gotycki w Kłodzku z 1390 roku
- trzy mosty gotyckie z XIV wieku w Reszlu
- most gotycki w Gliwicach
- Diabelski Most w Czernej z 1671 roku
- Most barokowy przy Willi Decjusza w Krakowie (rekonstrukcja)
- most barokowy przy zamku w Gościszowie
- Grabina k. Wałbrzycha – most barokowy na rzece Strzegomce z XVIII wieku
- Trzy mostki barokowe przy Sanktuarium pasyjno-maryjnym w Kalwarii Zebrzydowskiej
- most Ossolińskiego w Iwoniczu, wzniesiony w 1782 roku przez ówczesnego właściciela Iwonicza, Józefa Salezego Ossolińskiego. Na jego południowej fasadzie mieszczą się marmurowa tablica inskrypcyjna fundatora oraz artystycznie wyeksponowana data budowy. W północnej części znajduje się natomiast rodowy herb znamienitego rodu Ossolińskich – „Topór”.
- most żelazny w Opatówku, wzniesiony w 1824, pierwszy most żelazny w Polsce[28]
- most Kamienny w Kaliszu, wzniesiony w latach 1825–1826[29]
- most wiszący w Ozimku, wzniesiony w 1827, najstarszy żelazny most wiszący w Europie kontynentalnej
- most kolejowy w Bydgoszczy, pięcioprzęsłowy, z użyciem sklepień ceglanych, wzniesiony w 1851 r. w ciągu Pruskiej Kolei Wschodniej Berlin – Bydgoszcz – Królewiec[30]
- most Żelazny w Kaliszu, wzniesiony w latach 1865–1866, pierwszy most o konstrukcji stalowej zbudowany przez Polaków[31] (częściowo zachowany)
- most kolejowy w Toruniu, wzniesiony w latach 1870–1873
- most kamienno-betonowy w Legnicy, wzniesiony w 1903
- most drogowy w Toruniu, wzniesiony w latach 1905–1909 w Opaleniu pod Kwidzynem, w 1934 roku przeniesiony do Torunia
- most w Maurzycach, wzniesiony w 1929, pierwszy na świecie stalowy most spawany
- most w Rzuchowie, pierwszy polski most typu extradosed (konstrukcja powstała w 1980, wcześniej niż w innych krajach Europy, a nawet świata)

### Niezachowane

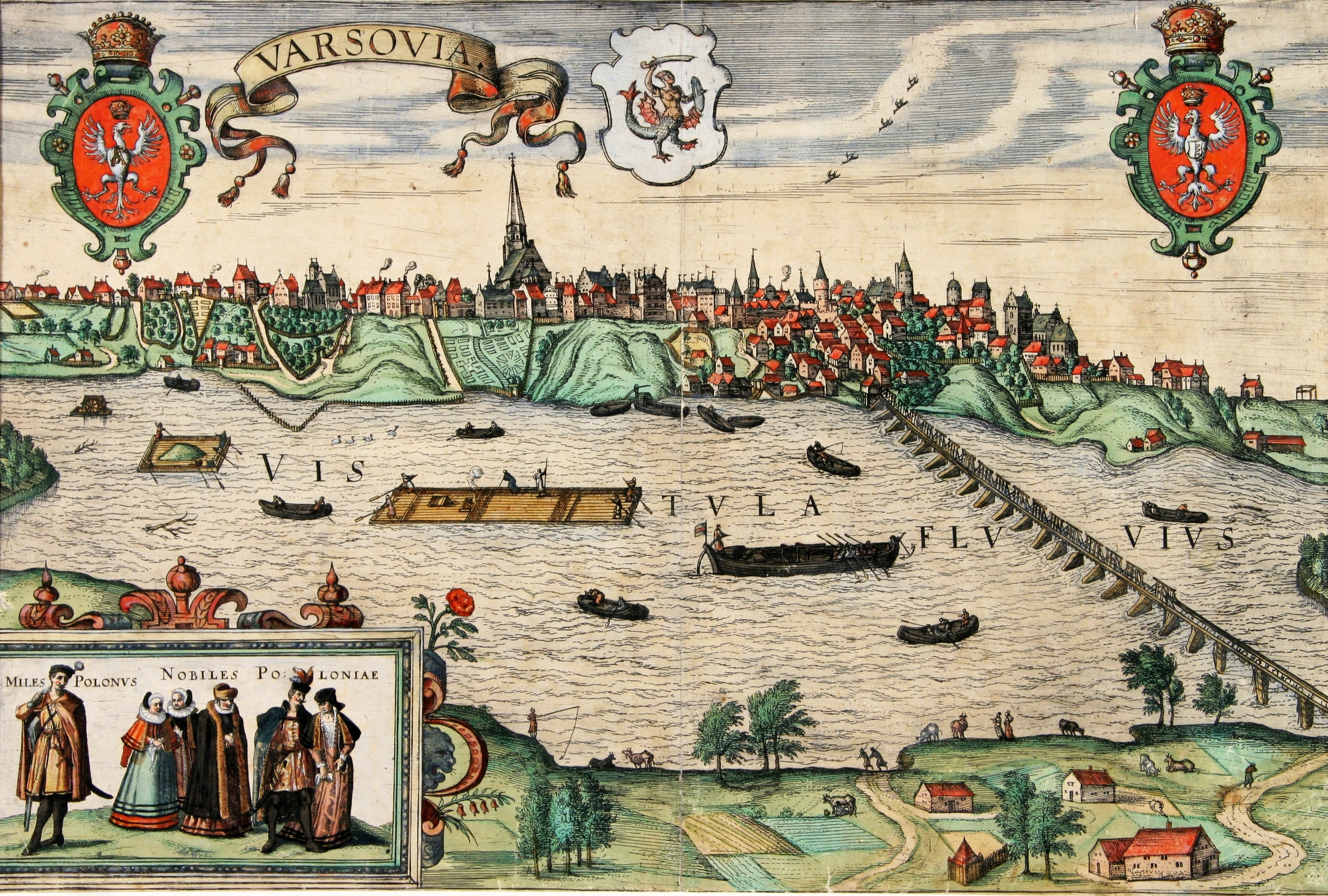
Civitates orbis terrarum, Warszawa, most Zygmunta Augusta, 1617

- drewniany most prowadzący do grodziska w Żydowie koło Polanowa (datowany na rok 937 n.e.)[32]
- drewniany most przez Cybinę z X wieku łączący Poznański Ostrów Tumski z Ostrówkiem
- dwa drewniane mosty z X wieku prowadzące na Ostrów Lednicki
- mosty z X wieku prowadzące z Pomorza Gdańskiego do Prus
- most pontonowy przez Wisłę, zbudowany w Kozienicach i zmontowany w Czerwińsku w 1410
- most drewniany w Toruniu z 1500 roku, jeden z najdłuższych w ówczesnej Europie i najdłuższy w Polsce.
- most Zygmunta Augusta, drewniany most przez Wisłę w Warszawie, zbudowany w 1573
- most w Łażanach najstarszy w Europie kontynentalnej (poza Anglią) most żelazny w Łażanach przez Strzegomkę z 1796
- most Kierbedzia pierwszy most stalowy w Warszawie, wzniesiony w latach 1859–1864
- most kolejowy pod Kwidzynem (w okolicach miejscowości Nowy Dwór, droga 588), dziś można oglądać tu betonowe filary w korycie rzeki